# Gravouse
La Gravouse est un ruisseau français, affluent de la Dordogne, qui coule en Nouvelle-Aquitaine, dans les départements de Lot-et-Garonne et de Gironde.

## Géographie
La Gravouse prend sa source en Lot-et-Garonne, à près de 90 mètres d'altitude, sur la commune de Villeneuve-de-Duras, deux kilomètres au nord-nord-ouest du bourg, au lieu-dit Font Bernouse.
Après une centaine de mètres, elle pénètre en Gironde.
Elle arrose les Lèves puis conflue avec la Dordogne en rive gauche, au lieu-dit les Petits-Régniers, 500 mètres à l'est du bourg d'Eynesse.
Sa longueur est de 10,8 km.

### Affluents
Le Service d'administration nationale des données et référentiels sur l'eau (SANDRE) et le Système d'Information sur l'Eau du Bassin Adour Garonne (SIEAG) ont répertorié cinq affluents et sous-affluents de la Gravouse.
| - Les affluents de la Gravouse. |

Dans le tableau ci-dessous se trouvent : le nom de l'affluent ou sous-affluent, la longueur du cours d'eau, son code SANDRE, des liens vers les fiches SANDRE, SIEAG et vers une carte dynamique d'OpenStreetMap qui trace le cours d'eau.
| La Gravouse | 10,8 km | P5500500 | « Fiche SANDRE » | Fiche SIEAG | OpenStreetMap |

| Les Lucettes           | 2,4 km | P5500510 | « Fiche SANDRE » | Fiche SIEAG | OpenStreetMap |
| Inconnu                | 3,9 km | P5501020 | « Fiche SANDRE » | Fiche SIEAG | OpenStreetMap |
| Ruisseau de Billouquet | 2,5 km | P5500530 | « Fiche SANDRE » | Fiche SIEAG | OpenStreetMap |
| Inconnu                | 2,0 km | P5501000 | « Fiche SANDRE » | Fiche SIEAG | OpenStreetMap |
| Inconnu | 1,5 km | P5501010 | « Fiche SANDRE » | Fiche SIEAG | OpenStreetMap |